# Structure pyramidale des ligues de football en Suède
Les championnats suédois de football sont organisés en divisions interconnectées contrôlées par la fédération de Suède de football et regroupent 246 équipes.

## L'organisation actuelle
Le tableau ci-dessous présente la nouvelle organisation du football suédois, qui sera en vigueur à partir de la saison 2006. Pour chaque division sont donnés le nom suédois et le nombre de clubs. Les promotions et relégations ne se font pas nécessairement entre les divisions placées directement au-dessus ou au-dessous dans le tableau, même si c'est généralement le cas.

## L'ancienne organisation
L'organisation des championnats ayant changé à partir de la saison 2006, le tableau présenté ci-dessous n'est valable que jusqu'à la saison 2005.